# Alejandro Vila
Alejandro Javier Vila (* 1961 in Buenos Aires) ist ein argentinischer Dirigent, Pianist und Fagottist.

## Leben
Alejandro Vila studierte am Conservatorio Nacional de Música „Carlos López Buchardo“ in Buenos Aires Klavier und Fagott sowie zusätzlich Tonsatz und Komposition. Von 1979 bis 1982 war er Mitglied im Orquesta Sinfónica Juvenil de Radio Nacional (Jugendorchester des Radio Nacional) und im Anschluss von 1982 bis 1984 Solofagottist im Orquesta Filarmónica de Buenos Aires.
1984 erhielt er ein Stipendium der Orchester-Akademie der Berliner Philharmoniker und studierte von 1985 bis 1989 an der Hochschule der Künste Berlin das Fach Dirigieren. Von 1986 bis 1996 besuchte er regelmäßig Meisterkurse im Fach Dirigieren von Sergiu Celibidache und nahm an dessen Seminaren „Phänomenologie der Musik“ teil. Es folgten Zusammenarbeiten als Dirigent und auch als Instrumentalist mit mehreren Ensembles und Orchestern, darunter die Deutsche Kammerphilharmonie Bremen, die Berliner Symphoniker, das RIAS Jugendorchester und das Ensemble Oriol in Berlin, die Berliner Kammeroper, das Orquesta Sinfónica Nacional in Buenos Aires, Orchester der Universidad Nacional de San Juan in San Juan.
Vila leitete von 1990 bis 2004 das Chiemgau Jugendsymphonieorchester der Musikschulen im Landkreis Traunstein (CJSO), von 1996 bis 2000 das Symphonische Ensemble München und von Herbst 2000 bis 2011 das Symphonie-Orchesters Crescendo München.
Seit 2016 ist Vila Künstlerischer Leiter und Dirigent des Sinfonischen Blasorchesters des MON (SBM) und dirigiert seit 2016 die Bläserphilharmonie Regensburg (sbor).
Seit 1990 lehrt er an der Musikschule der Stadt Trostberg Klavier und Fagott und lehrt in München an der Musikakademie Schwabing die Fächer Fagott, Klavier und Dirigieren. An der Hochschule für Musik und Darstellende Kunst Mannheim hat er einen Lehrauftrag.